# Axel Hirsoux
Axel Hirsoux est un chanteur belge né à Gosselies le 26 septembre 1982.

## Biographie

### Les débuts
En 2001, Axel Hirsoux commence à se présenter dans des concours de chant et rencontre en 2002 sa coach vocal Ness. À l'âge de 23 ans, il se présente comme participant au casting de la cinquième saison de Star Academy en France et manque de peu d'être sélectionné. En 2007, il chante Vivo per lei en duo avec Hélène Ségara devant 1 500 spectateurs.
Parallèlement, il présente avec un groupe amateur la comédie musicale Notre-Dame de Paris.
Il participe à la deuxième saison de The Voice Belgique, diffusée par la RTBF en 2013. Il interprète Tous les cris les SOS de Daniel Balavoine et est sélectionné par Quentin Mosimann et Natasha St-Pier. Il choisit de rejoindre l'équipe de cette dernière et est éliminé au terme des duels,.

### L'Eurovision en 2014
Le 16 mars 2014, il remporte la finale nationale belge Eurosong, organisée par la VRT au Sportpaleis d'Anvers. Axel Hirsoux récolte plus de 50 % des votes des téléspectateurs et quatre fois la note maximum de 12 de la part des jurés de sept pays. Avec 224 points, il est choisi pour représenter la Belgique au Concours Eurovision de la chanson 2014 à Copenhague avec la chanson Mother,. Lors de la première demi-finale, Axel Hirsoux se place 14e sur seize participants avec 28 points. Il n'accède donc pas à la finale.
Les audiences en Belgique se répartissent avec 335 470 téléspectateurs en Wallonie et 842 000 en Flandre sur la VRT. La RTBF réalise 25,1 % de part de marché pour cette demi-finale et le documentaire centré sur le chanteur la précédant réalise 22,3 % de part de marché avec 349 151 spectateurs. La VRT réalise 34,9 % de part de marché pour la demi-finale.
Il signe un contrat avec Universal Music Belgium et sort un single Bellissimo le 21 juillet 2014. Il s'agit d'une reprise de la chanson italienne Anche se Fuori È Inverno de Deborah Iurato écrite par Fiorella Mannoia et classée no 1 en Italie. En décembre 2014, est édité le single Because You Need Me en duo avec Camille, il interprète également ce titre en duo avec Suzy, la représentante du Portugal au Concours Eurovision de la chanson 2014 sur la chaîne nationale portugaise RTP,.
Il est membre du jury professionnel belge pour l'Eurovision en 2013 et 2016.

### Autres singles,SiddharthaetThe Voice: La Plus Belle Voix
Alors que la sortie de son album était attendue pour juin 2015, il annonce la fin de sa collaboration avec la maison de disques en janvier,. Début 2015, il fait partie du jury du Melodifestivalen 2015 aux côtés de Conchita Wurst et Bruno Berberes entre autres. En juin 2015, il sort un premier single en français intitulé Haut L'humain…, début d'une nouvelle collaboration avec Gun / Lali Factory. En décembre de la même année, le titre Après l'hiver écrit par Iza Loris, Sabine Cardinal et Elias est édité.
En mars 2016, il sort un nouveau single Au plus près de mes rêves. Tout comme Mégan Giart — autre candidate de The Voice Belgique — il fait la promotion de la sortie nationale de La Belle et la Bête en interprétant le titre Histoire éternelle. Il apparaît en mai 2017 dans l'émission télévisée Les talents chantent l'Eurovision sur la RTBF, avec notamment Johnny Logan, Sandra Kim et Tom Dice.
Il est de retour en octobre 2018 avec le single Être aimé réalisé par Pierre Jaconelli chez THN International. Lors de la promotion pour ce titre, le chanteur aborde sa perte de soixante kilos.
Il monte sur la scène du Palais des Sports de Paris en 2019 pour Siddhartha, l'opéra rock,.
Axel Hirsoux se qualifie en 2022 lors du télécrochet The Voice : La Plus Belle Voix sur TF1,,.
En octobre 2023 il sort le single « Emmène-moi » écrit et composé par Antoine Delie et Julien Joris/Benoît Leclercq du groupe DELTA.

### Vie privée
À Copenhague, lorsqu'il participe au Concours Eurovision de la chanson, il déclare à OUTtv être marié avec un homme.

## Discographie

### Singles
| Année | Single                               | Classement des ventes | Classement des ventes |
| Année | Single                               | BEL (Vl)              | BEL (Wa)              |
| ----- | ------------------------------------ | --------------------- | --------------------- |
| 2014  | Mother                               | 7                     | 32                    |
| 2014  | Bellissimo                           | 49 (tip)              | —                     |
| 2014  | Because You Need Me duo avec Camille | 83 (tip)              | —                     |
| 2015  | Haut l'Humain                        | —                     | 30 (tip)              |
| 2015  | Après l'hiver                        | (tip)                 | (tip)                 |
| 2016  | Au plus près de mes rêves            | —                     | —                     |
| 2018  | Être aimé                            | (tip)                 | (tip)                 |

## Comédie musicale
- 2019-2020 : Siddhartha, l'opéra rock de David Clément-Bayard, mise en scène Magda Hadnagy - Palais des Sports de Paris